# あの子は漫画を読まない。
『あの子は漫画を読まない。』（あのこはまんがをよまない）は、BS日テレで毎月第2・4土曜 23:30〜翌0:00に放送されていた、漫画を題材としたトークバラエティ番組である。

## 概要
2019年8月30日に特別番組として開始。計4回の特別番組を経て、2020年1月から月2回でのレギュラー放送開始。「人生で大切なことは漫画が教えてくれた。」をキャッチコピーに、ゲストが夢中になった漫画（基本的に3〜4作品）を解説することを売りにしている。
また、過去の放送分はHuluで視聴できる。

## 出演者
MC
- カズレーザー（メイプル超合金）（2021年4月 - 2022年3月）
- 宇垣美里（2020年1月 - 2022年3月）

過去MC
- 花江夏樹（2020年1月 - 2021年3月）
- 岩井勇気（ハライチ）（2020年1月 - 2021年3月）

## 鈴木敏夫の題字
2020年4月からの番組リニューアルに合わせ、演出プロデューサーと親交のあるスタジオジブリ・プロデューサーの鈴木敏夫より番組の題字とボディコピーを特別にしたためた直筆が公開された。内容は以下の通り。

毎週、テレビよりも
漫画を心待ちにしていた。
いま思えばそれは、
初恋に似ていた。

いま、私たちの暮らしは
犯され続けていて。
あの頃に戻りたいんじゃない。
あの頃の気持ちが
欲しいだけ。漫画に
心躍らせたあの感じが。

出会ったことがない相手、
それはすべて初恋。
新しい漫画の出会いに
あの頃の気持ちが宿る。
元気よく、ワクワク。

まだ出会っていない
あなたのために。
一流の人が漫画愛を
語りに来る番組、

あの子は
漫画を読まない。

## スタッフ
- 題字：鈴木敏夫（STUDIO GHIBLI）
- ナレーション：水瀬いのり
- 企画・演出：上野耕平
- カメラ：羽田廣宜
- 音声：桑原伸行
- 編集：e-naスタジオ 本間満久、植木義憲、楠崎貢史、木村有里
- 音効：斉藤信之
- 撮影協力：秋葉原和堂
- 制作進行：國忠理紗、鈴木蓮、松尾舞
- 制作デスク：嶋村恵
- ディレクター：山崎大介、忍野百、松田響平
- 制作プロデューサー：東野真有
- プロデューサー：川幡亜努